# Живі: Чудо Анд
«Живі» (англ. Alive, також «Вижити») — фільм Френка Маршалла, реконструкція сумно відомих подій про катастрофу уругвайського літака над Андами 1972 року. Фільм знято за книгою Пірса Пола Ріда «Живі: Історія врятованих в Андах», заснованої на документальному матеріалі.

## Сюжет
Літак уругвайської авіакомпанії «Таму», на борту якого перебували переважно члени студентської команди з регбі «Олд Кристіанс», їхні друзі та родичі, летів у Сантьяго, де мав відбутися товариський матч. Однак долетіти до столиці Чилі їм не судилося. В умовах сильного туману і турбулентності літак зачепив скелі й упав на високогірне плато, розвалившись на шматки. Під час падіння завдяки снігу, що пом'якшив удар, дивом уціліла більша частина людей.
Відсутність точних координат падіння не дозволило пошуковим групам самостійно виявити літак, що розбився. Через якийсь час пошуки взагалі припинили через відсутність у пасажирів шансів на порятунок. Про це вцілілі почують по маленькому радіоприймачу…
Коли було з'їдено останні припаси, інстинкт самозбереження змусив перемогти почуття відрази і знехтувати моральними табу. Щоб не померти з голоду і не замерзнути, живі почали вживати людське м'ясо, що добре зберігається за від'ємної температури високогір'я. Ситуація погіршувалася ще й тим, що вони змушені були їсти своїх колишніх знайомих, вето було накладено тільки на родичів.
Попри кілька невдалих спроб перейти гори, хлопці все-таки наважуються на великий перехід. Ініціює його Нандо Паррадо (Ітан Гоук), який втратив у авіакатастрофі матір і сестру, був поранений, але попри це зміг стати справжнім лідером серед зневірених товаришів. Двоє, що наважились перейти через неприступний гірський масив, спустилися в долину, звідки й викликали допомогу. Сталося це лише на 71-й день після аварії… З 33 осіб, що вижили в авіакатастрофі, до порятунку дожили 16…

## У ролях
| Актор           | Роль                      |
| --------------- | ------------------------- |
| Ітан Гоук       | Нандо Паррадо             |
| Вінсент Спано   | Антоніо Бальбі            |
| Джош Гемілтон   | Роберто Канесса           |
| Брюс Ремзей     | Карлітос Паес             |
| Джон Малкович   | дорослий Карлітос Паес    |
| Денні Нуччі     | Г'юго Діаз                |
| Джон Ньютон     | Антоніо «Тінтін» Візинтін |
| Девід Крігел    | Густаво Зербіно           |
| Кевін Брезнахан | Рой Гарлей                |
| Сем Беренс      | Хав'єр Метоль             |
| Іллеана Дуглас  | Ліліана Метоль            |
| Джек Ноузворті  | Боббі Франсуа             |

## Цікаві факти
- Реальний літак зазнав катастрофи в п'ятницю, 13 жовтня 1972 року.
- Реальний Нандо Паррадо був запрошений консультантом.
- Імена загиблих змінили, за винятком імен матері і сестри Нандо Паррадо та імені дружини Хав'єра Метоля.
- Сценарій фільму розроблено ще 1981 року.
- Сцену аварії знімали 9 днів.
- Більшість знімальної групи приймали таблетки від висотної хвороби через тривале перебування в горах.
- Основним місцем зйомок було канадське лижне містечко Панорама[en].
- Щоб возити всю знімальну групу (150 осіб) на місце зйомок щоранку, знадобилось 5 вертольотів.
- Щоб сцена поїдання мертвих була більш реалістичною, актори до цього не їли протягом двох днів. У цій сцені актори їли сиру індичку.
- 1993 року фільм номінувався на премію каналу MTV в номінації «Найкраща екшн-сцена» (сцена падіння літака).